# قصيرات عاد
قصيرات عاد هو موقع أثري في المملكة العربية السعودية يضم عدد من المباني والقصور القديمة التي يعود تاريخها إلى ما قبل 3000 عام. تقع قصيرات عاد في محافظة الأفلاج وهي إحدى محافظات منطقة الرياض العشرون في المملكة العربية السعودية على بعد أكثر من 300 كم عن العاصمة السعودية الرياض.

## تاريخ
قصيرات عاد عبارة عن مجموعة من القصور القديمة تقع جنوب بلدة السيح وهي ممتدة بمحاذاة بحيرة الأفلاج في الشمال الشرقي منها مما يدل على أن المنطقة كانت تشهد حضارة زراعية قديمة حولها ويرجح أن تلك القصور كانت مخازن محصنة للغلال والدروع.
ويوجد في الموقع بعض القطع الحجرية التي ترمز إلى تاريخ قديم جداً يرجح ان تعود إلى 2800 عام 

## مكونات الموقع
هي عبارة عن مجموعة من القصور الأثرية القديمة المرجح انها كانت مخازن محصنة للمحاصيل والغلال، أو لحماية الأراضي الزراعية المحيطة بحكم أنها منطقة زراعية، وهناك بعض الآراء والأبحاث ترجح انها تعود لقوم عاد، مجموع القصيرات 6، اثنان منها بحالة جيدة تأخذ الشكل المربع في مساقطها ناقصاً يوحي بالمهابة والثبات.
وتتكون القصيرات من:
- أساسات القصور من الحجر.
- الحوائط طينية سميكة جداً تتجاوز 1 متر وقليلة الفتحات، تكون قاعدها عريضة وتقل تدريجياً مع الارتفاع ومبنية بطريقة العروق، وهي من أفضل طرق البناء بالطين ولكنها تأخذ وقتاً أطول نظراً لمرحلة الجفاف.
- المباني مغطاة بطبقة خارجية من خليط الطين والتبن.
- القصور غير مستخدمة.
- يبلغ أرتفاع الحوائط المتبقية من القصور مابين 3 متر إلى 6 م تقريباً.
- الحالة الانشائية الظاهرية للقصر تهدم الأجزاء العلوية وبعض الحوائط.
- الفتحات الموجودة بالقصر عبارة عن فتحات مستطيلة الشكل ذات مساحة قليلة.[4]

## التنقيبات الأثرية
أعلنت هيئة التراث السعودية في 22 نوفمبر 2021 عن النتائج المبدئية لأعمال التنقيبات الأثرية التي نفذتها في موقع قصيرات عاد بمحافظة الأفلاج وشملت ثلاثة أماكن تم اختيارها في أجزاء مختلفة لاستخلاص أكبر قدر من المعلومات، حيث نفذ مسح أثري للعيون والقنوات والمنشآت المائية وتوثيقها.
ويتمثل أكثر الاكتشافات الأثرية أهمية بالنسبة لهيئة التراث في المنطقة السكنية، التي كشفت عن مبنى ذي تحصينات عالية؛ مكون من وحدات سكنية ومرافق عامة، حيث تتبلور أهمية هذا المبنى وغيره من أطلال المباني المشابهة بتميزه بحجم كبير مداميك الطوب الصلصالي المخلوط بمادة الجير وبتصميمه على مصطبة مدرجة وهرمية الشكل من الخارج وهو عنصر معماري شائع الهدف منه التقوية، ويتميز بجودة بنائه وتجصيص أرضياته وبعض جدران وحداته السكنية الداخلية، وعثر بداخل هذه الوحدات عن أفران من الجص والفخار كانت للاستخدامات اليومية المتنوعة مثل التخزين والطهي والغسيل، وأظهرت المعثورات إجمالًا تنوعًا في مادتها ووظيفتها واستخداماتها، والتي تخضع جميعها للتنظيف والمعالجة والتوثيق.